# Вернио
Вѐрнио (на италиански: Vernio) е градче и община в Централна Италия, провинция Прато, регион Тоскана. Разположено е на 257 m надморска височина. Населението на общината е 6076 души (към 2018 г.).